# Bric della Penna
Il Bric della Penna è una montagna delle Prealpi Liguri alta 1375 m.

## Descrizione

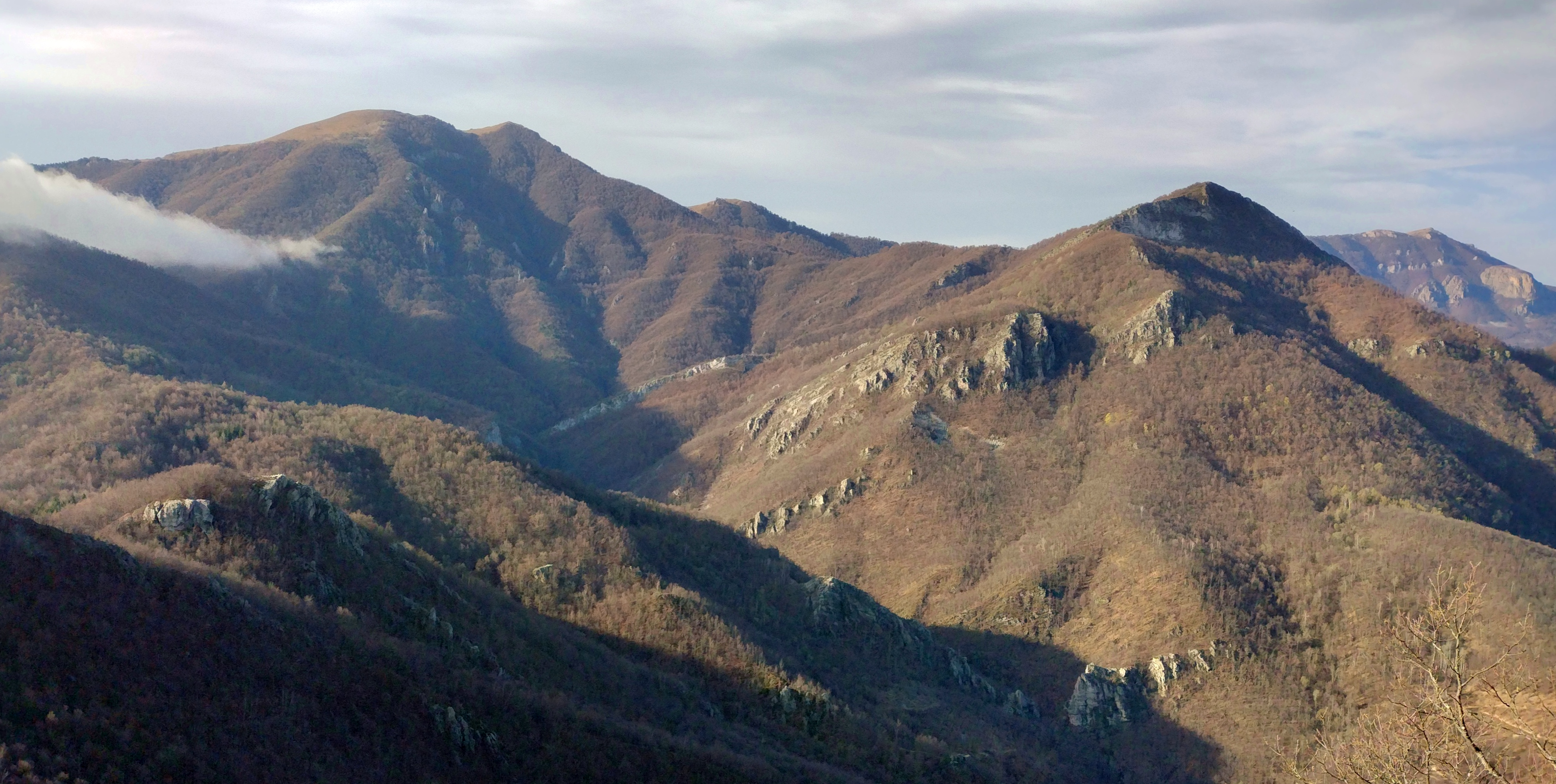
Il Bric della Penna visto dalla Pietra Ardena, con sullo sfondo i monti Armetta (dx.) e Galero (sin.)

Il monte si trova in Alta Val Tanaro, sul versante padano della catena principale alpina.  La sua prominenza topografica è di 100 metri. È l'ultima elevazione di un contrafforte montuoso che, staccandosi dal Monte Galero, perde quota con la sella del Prato del Poco e si spinge verso il centro della vallata in direzione nord, esaurendosi a monte di Garessio. La cima del Bric della Penna è ben visibile dal fondovalle e da molti dei rilievi circostanti.

## Geologia

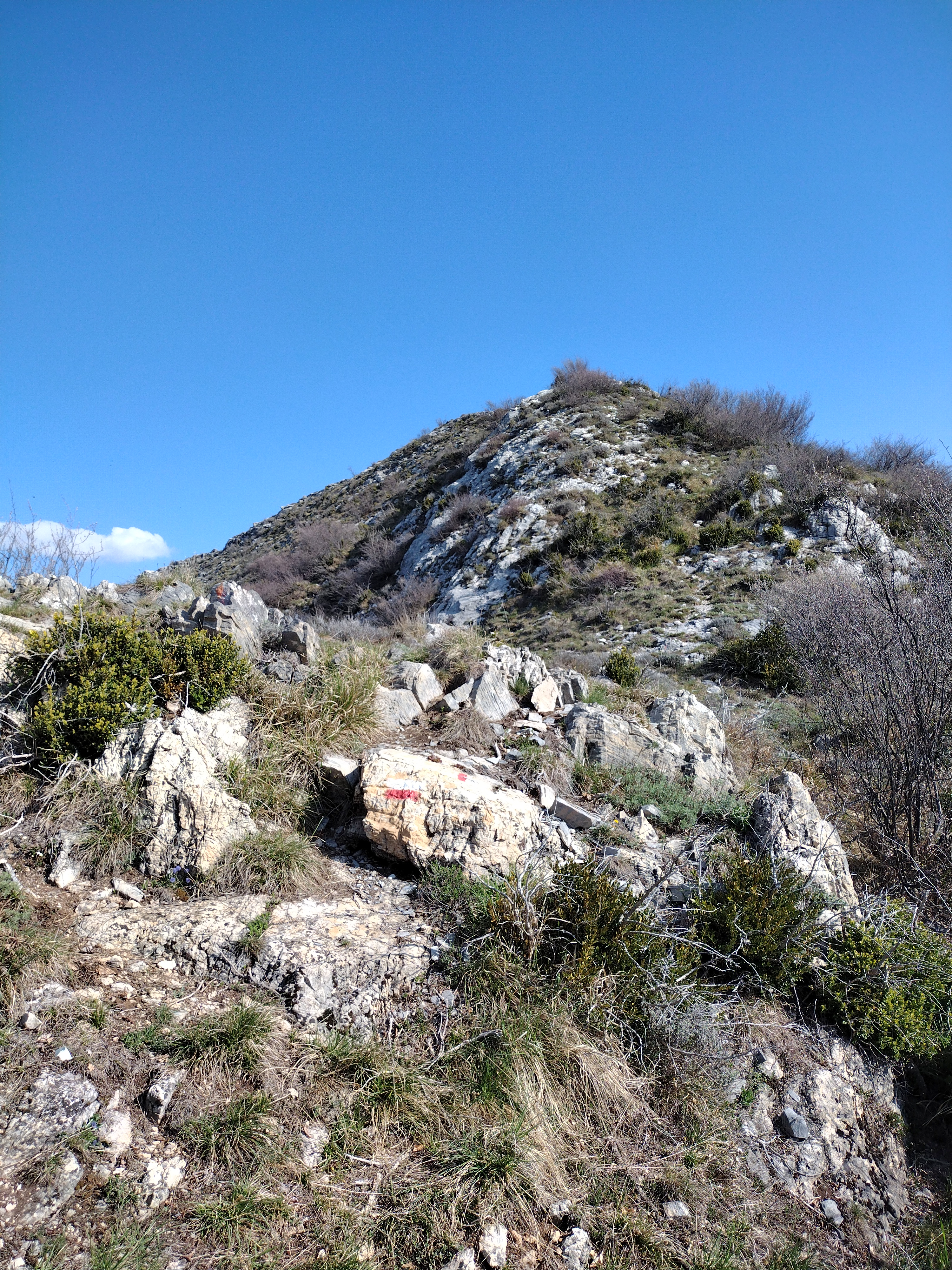
Il crinale sud

La montagna è costituita principalmente da rocce calcaree scistose di colore chiaro, analoghe a masse rocciose presenti sul Monte Antoroto, sul lato opposto della valle. Il suo versante settentrionale è occupato da terreni di origine brianzonese. 
Nei pressi della cima del Bric si trovano alcune grotte: a nord-ovest il Buco del Bric della Penna, di 25 metri di sviluppo e 25 metri di profondità, a est il Pozzo che suona (27 metri di sviluppo e 15 di profondità) e a sud la Grotta di Villarchiosso Soprano, di 6 metri di sviluppo per 2 metri di dislivello.

## Accesso alla cima

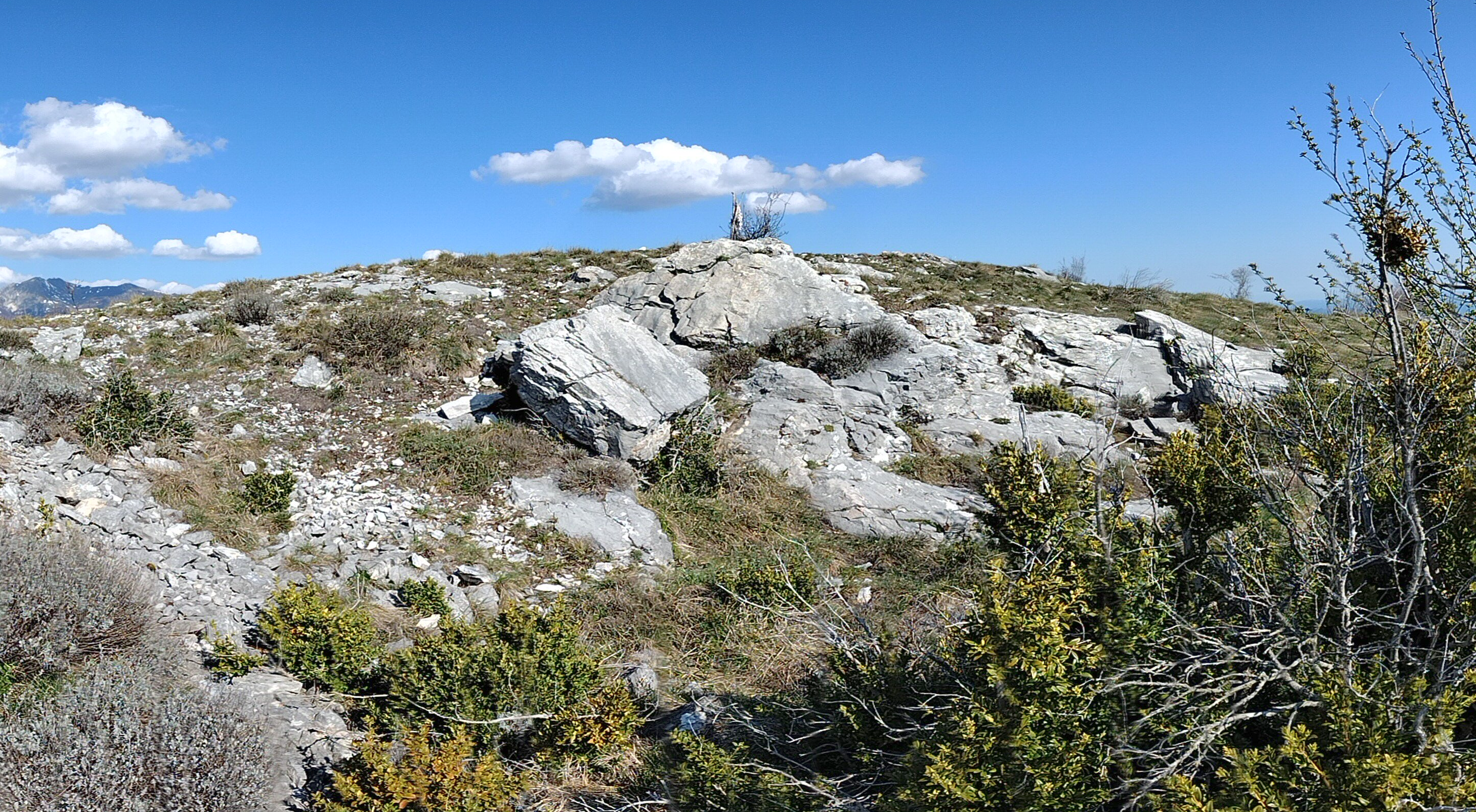
La cima del monte, con in primo piano cespugli di bosso e di lavanda

La cima del Bric della Penna può essere raggiunta percorrendo un sentierino che, a partire dalla sella di Prato del Poco, segue la dorsale e raggiunge il punto culminante salendo per il crinale sud. A sua volta il Prato del Poco è raggiungibile dal Bocchino delle Meraviglie, un valico della catena principale alpina collocato tra il Monte Galero e il Colle di San Bernardino e per il quale passa l'Alta Via dei Monti Liguri.

## Bibliografia

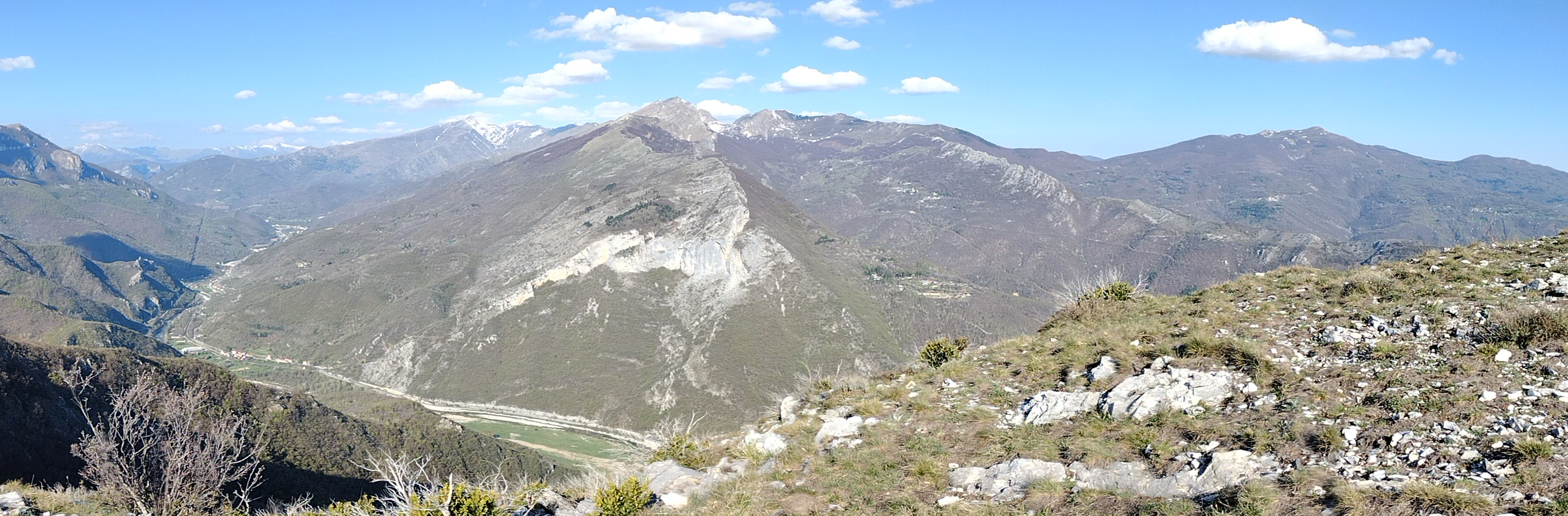
Vista verso sud
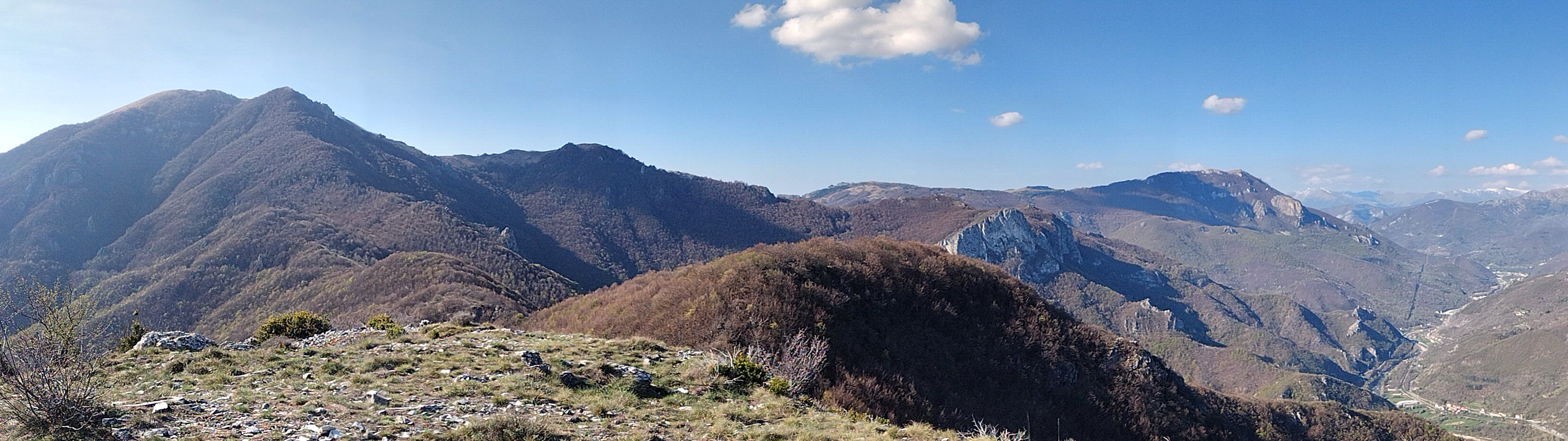
Vista verso nord-ovest